# Gunnar Sønsteby

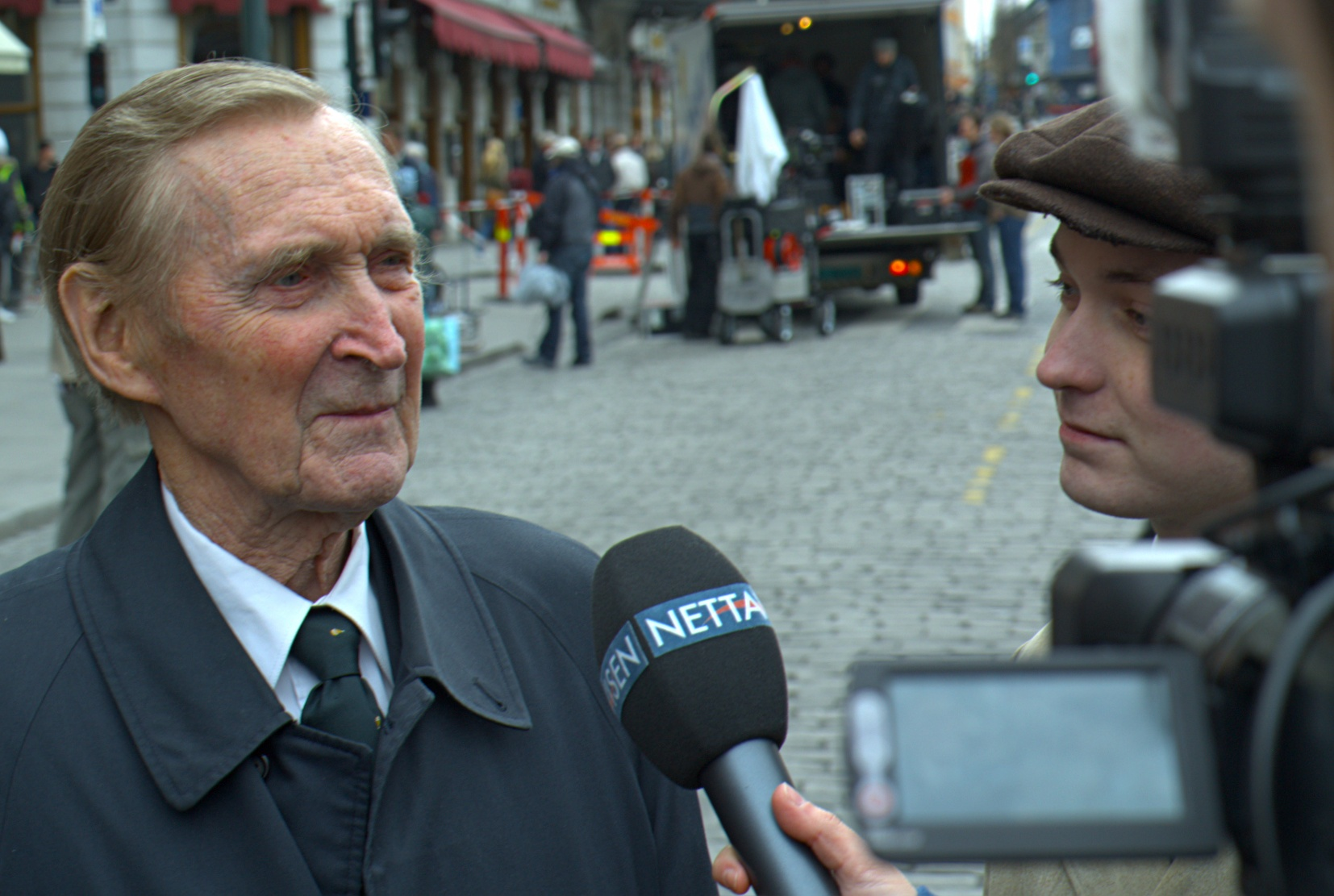
Gunnar Sønsteby wordt geïnterviewd in Oslo in 2008. Rechts acteur Knut Joner, die Sønsteby speelde in de film Max Manus.

Gunnar Fridtjof Thurmann Sønsteby (Rjukan, 11 januari 1918 – Oslo, 10 mei 2012) was een verzetsstrijder tegen de Duitse bezetting van Noorwegen in de Tweede Wereldoorlog. Hij is de meest onderscheiden Noorse staatsburger, en de enige die onderscheiden is met het Noorse Oorlogskruis met drie zwaarden, de hoogst mogelijke Noorse militaire onderscheiding.
Sønsteby stond hoog op de lijst van door de Gestapo gezochte personen, maar werd nooit gepakt. Hij verschuilde zich achter zo'n 30 tot 40 verschillende namen en identiteiten. Zijn bijnaam Kjakan ("de kaak") is afgeleid van Umulius Kjakabråten, een schuilnaam die hij als verzetsstrijder gebruikte.

## Biografie
Sønsteby nam vanaf 1940 deel aan het Noorse verzet. Ten tijde van de Duitse invasie van Noorwegen in april-mei 1940 woonde Sønsteby in Oslo. Hij sloot zich aan bij de Noorse troepen in Østlandet en vocht tegen de Duitsers totdat hij longontsteking kreeg. Hierna sloot hij zich aan bij het verzet. In 1941 ging hij naar Zweden, waar hij in contact kwam met de Britse geheime dienst Special Operations Executive (SOE). In 1941 voerde hij in opdracht van de Britten een reeks koeriers- en inlichtingenmissies uit in Noorwegen. In 1942 werd hij gearresteerd en drie maanden vastgehouden door de Zweedse politie, maar hij wist hen ervan te overtuigen dat hij een ander persoon was dan de gezochte Sønsteby.
In 1942 werd hij door de SOE in Oslo gestationeerd als geheim agent met de codenaam "nr. 24". Na in april 1943 op het nippertje aan de Gestapo te zijn ontsnapt, vluchtte Sønsteby nogmaals naar Zweden. Na een opleiding tot saboteur in Groot-Brittannië in 1943 keerde hij per valscherm terug naar Noorwegen en werd contactpersoon voor alle SOE-agenten in Oost-Noorwegen en hoofd van Oslogjengen, de afdeling van de Linge-compagnie in Oslo. De groep voerde een reeks sabotage-acties uit in Oslo en omstreken. Op 23 februari 1943 werd Sønsteby's vader Gustav opgepakt door de Gestapo en vastgehouden als gijzelaar. Hij bleef gevangen tot december 1944. Sønsteby zelf werd nooit gepakt.
Na de oorlog vertrok Sønsteby naar Boston in de Verenigde Staten, waar hij studeerde aan de Harvard Business School. Hij werkte ook voor Standard Oil voordat hij in 1949 naar Noorwegen terugkeerde, waar hij tot 1985 in de olie-industrie werkzaam bleef. Na zijn pensioen was hij actief als vrijwilliger voor het Noors Verzetsmuseum (Norges Hjemmefrontmuseum). Hij gaf lezingen over de oorlog aan schoolkinderen en streed voor oorlogspensioenen voor Noorse zeemannen die aan het verzet hadden deelgenomen.

## Verzetsacties
Verzetsacties waarbij Sønsteby een centrale rol speelde waren onder meer:
- Diefstal van drukplaten voor bankbiljetten uit Norges Bank, waarmee de Noorse regering in ballingschap geld kon drukken (1942)
- Opblazen van een Arbeidsmobilisatiekantoor in Oslo (18 mei 1944)
- Opblazen van sorteringsmachines voor mobilisatiekaarten bij Norse Folk in Oslo, waarmee de Duitsers van plan waren om Noorse jeugd op te roepen voor militaire dienst aan het Oostfront (8 juni 1944)
- Poging tot diefstal van rantsoenkaarten in Oslo (9 juni 1944)
- Opblazen van Duitse vliegtuigmotoren en -onderdelen in Oslo
- Diefstal van minstens 75000 rantsoenkaarten in Oslo (9 augustus 1944)
- Opblazen van een Arbeidsmobilisatiekantoor in Oslo (27 augustus 1944)
- Vernietiging van een reeks wapens en werktuigen in een wapen- en ammunitiefabriek in Kongsberg (17 september 1944)
- Vernietiging van een locomotief in een treinwerkplaats in Drammen (september 1944)
- Opblazen van een olie-opslagplaats in Oslo (1 oktober 1944)
- Opblazen van een administratiekantoor van de Noorse spoorwegen (14 maart 1945)
- Bescherming tegen vernietiging van de archieven van de Noorse ministeries van politie en justitie (2 mei 1945)

## Onderscheidingen en erkenningen
Sønsteby ontving een reeks Noorse en buitenlandse onderscheidingen, en werd ook op andere manieren geëerd voor zijn verzetswerk.

### Onderscheidingen

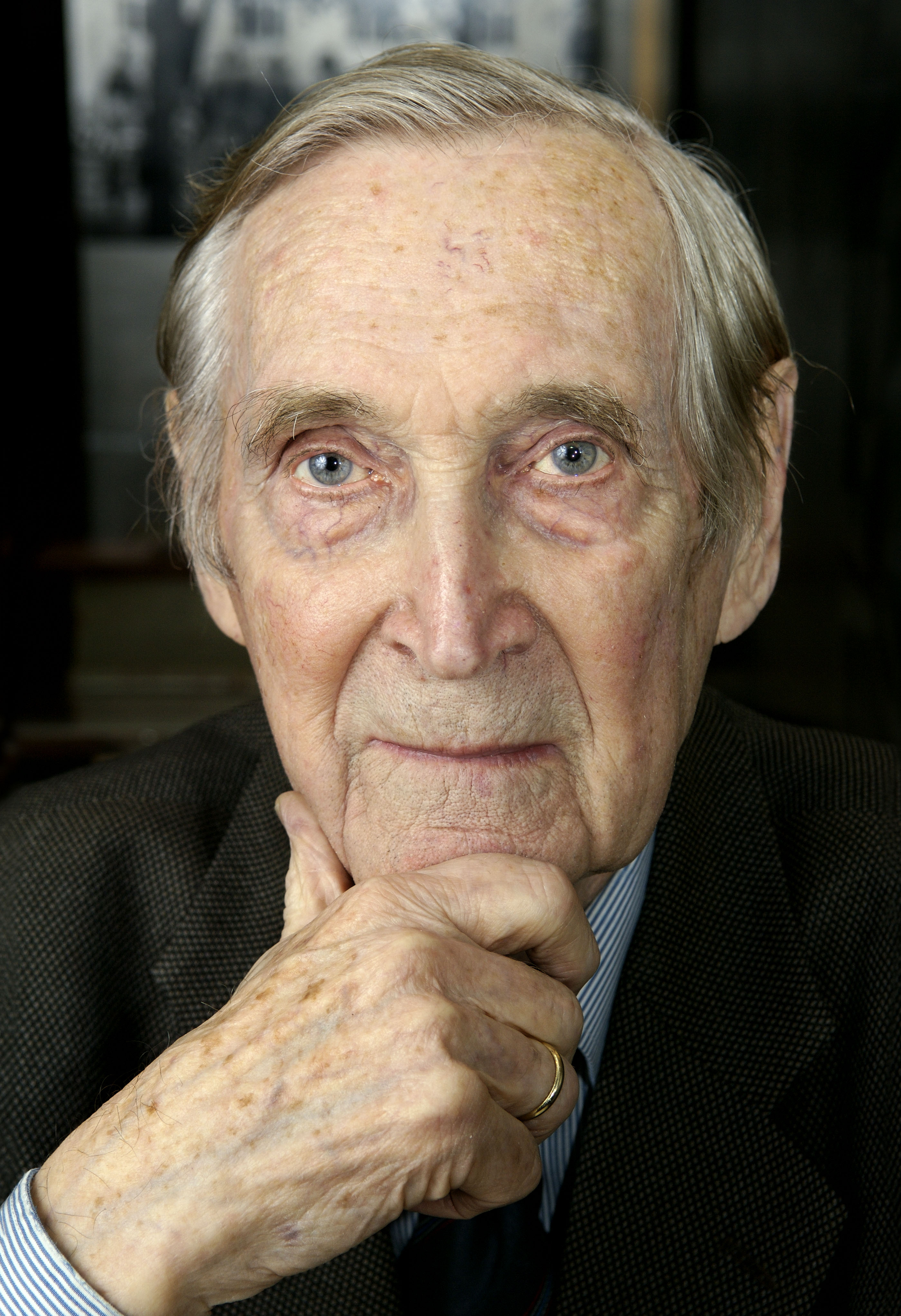
Sønsteby in 2008

- In 1945 ontving Sønsteby de Britse Distinguished Service Order en de Amerikaanse Medal of Freedom met zilveren palm
- In 1946 kreeg hij (als enige persoon ooit) het Noorse Oorlogskruis met drie kruizen, de hoogst mogelijke Noorse militaire onderscheiding.[4]
- In 2007 werd hij commandeur in de Orde van Sint-Olaf
- In 2008 was hij de eerste niet-Amerikaan die de United States Special Operations Command Medal ontving

### Andere erkenningen
- Op 13 mei 2007 onthulde koning Harald V van Noorwegen een standbeeld van Sønsteby op het plein Solli plass in Oslo.[5] Op 8 mei 2012 (twee dagen voor zijn dood) werd ook een standbeeld van Sønsteby onthuld in zijn geboorteplaats Rjukan. In 2008 werd een park in Rjukan naar hem vernoemd.
- Op zijn 90e verjaardag in 2008 werd hij geëerd met een receptie op Akershus, in aanwezigheid van koning Harald V en andere leden van het koninklijk huis.[4]
- Na zijn dood kreeg hij een staatsbegrafenis op 25 mei 2012 in de Dom van Oslo waarbij onder meer Harald V en premier Jens Stoltenberg aanwezig waren.